# La Fine Équipe (film, 2016)
Pour les articles homonymes, voir La Fine Équipe.
Pour plus de détails, voir Fiche technique et Distribution.
La Fine Équipe est une comédie française réalisée par Magaly Richard-Serrano, sortie en 2016.

## Synopsis
Stan est leader de Varek, un groupe sur le point de partir en tournée dans toute la France. Mais la veille du départ, le producteur jette l'éponge et Stan n'en dit rien, se lançant dans une improvisation de tous les instants. 
La réalité les talonne et, étape après étape, la cohésion s'effrite devant les solutions bout-de-ficelle et les résultats décevants. Le chauffeur, Omen, fan de la première heure recruté à la dernière minute et qui semble vivre sa vie, n'en est pas moins affecté.

## Fiche technique
- Titre : La Fine Équipe
- Réalisation : Magaly Richard-Serrano
- Scénario : Magaly Richard-Serrano et Claude Le Pape
- Musique : Oxmo Puccino, Côme Aguiar et Jérôme Bensoussan
- Montage : Catherine Schwartz
- Photographie : Samuel Collardey
- Décors : Samuel Teisseire
- Costumes : Chloé Lesueur
- Producteur : Nathalie Mesuret, Sandra Da Fonseca et Bertrand Gore
- Production : Blue Monday Productions, Cofinova 12
- Distribution : Condor Entertainment
- Pays d'origine :  France
- Durée : 89 minutes
- Genre : comédie
- Dates de sortie :
  -  France : 
    - 11 novembre 2016
    - 30 novembre 2016

## Distribution
- Annabelle Lengronne : Stan
- William Lebghil : Omen
- Ralph Amoussou : Marlon
- Jackee Toto : Brando
- Doudou Masta : Rial
- Williams Diop : Kross
- Sylvain Quimène : Franck
- India Hair : Milou
- Camélia Jordana : Salima, la banquère
- Lætitia Dosch : Fred
- Baya Kasmi : Dom
- Miglen Mirtchev : Alexandrescu
- Fabien Giameluca : Fan d'un Concert de Rap dans le public